# Giulia Grisi

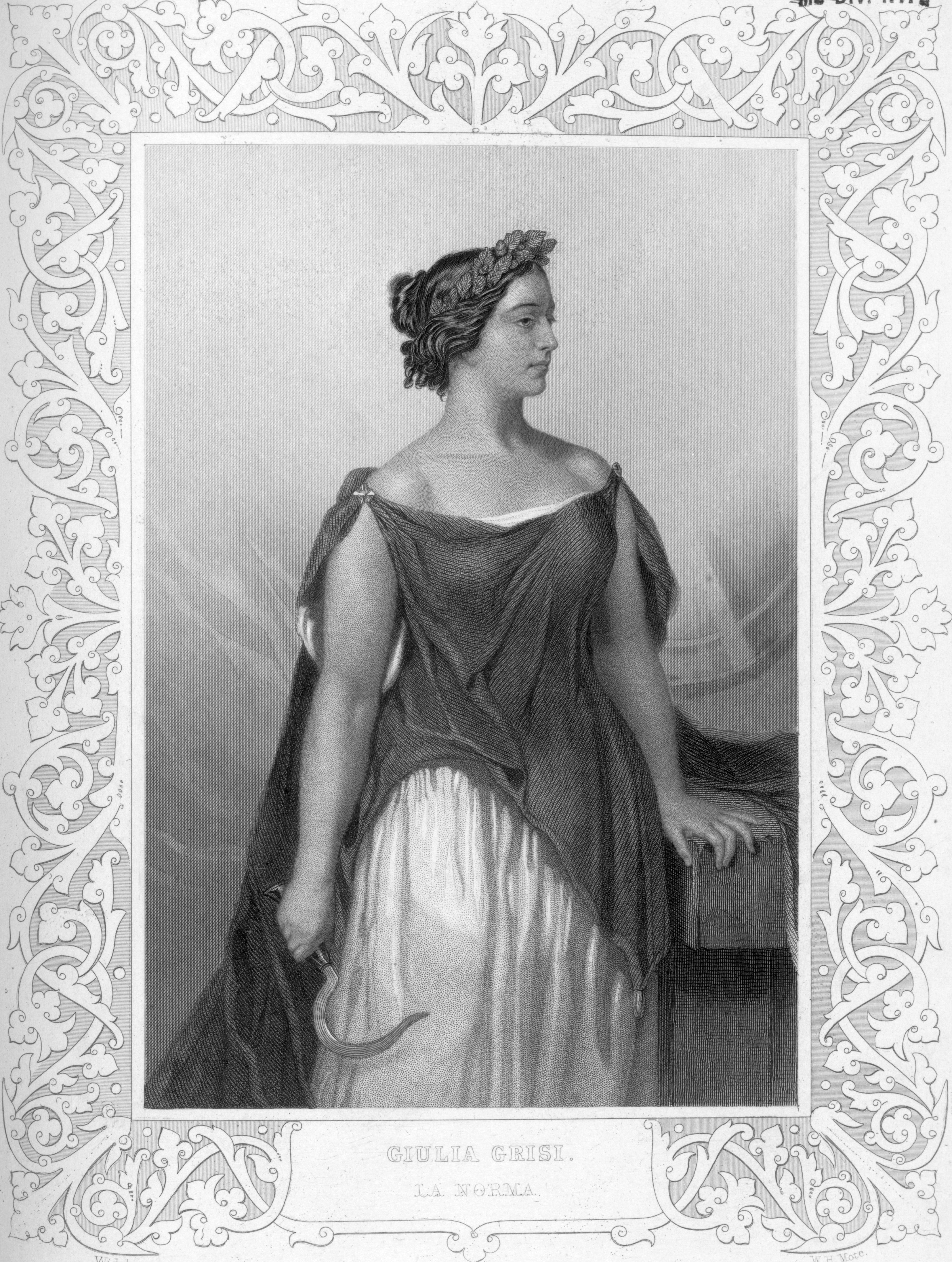
Giulia Grisi som Norma.

Giulia Grisi, född 22 maj 1811 i Milano, död 29 november 1869 i Berlin, var en italiensk operasångare. 
Hon var dotter till en officer som tjänade under Napoleon I. Hon kom från en musikalisk familj; hennes faster var Josephina Grassini (1773–1850), som var en känd sopran i början av 1800-talet. Hennes mor hade varit en talangfull sångerska. Hennes äldre syster var sångerskan Giuditta Grisi och hennes kusin Carlotta Grisi var berömd ballerina. 
Giulia fick sin första utbildning av systern, studerade därefter för Giacomelli i Bologna samt Giuditta Pasta och Marco Aurelio Marliani i Milano och begick sin scendebut 1828. Grisi uppträdde från 1832 i Paris och var 1834–1849 samtidigt primadonna i Paris och London. Grisi gifte sig 1836 med greve Gérard de Melcy och senare med tenoren Giovanni Matteo Mario de Candia, tillsammans med vilken hon 1854 turnerade i USA. Först 1862 lämnade Grisi scenen. Hon var den första Adalgisa i Bellinis opera Norma 1831, och Pasta spelade huvudrollen. Bellini skrev operan Capuleti e Montecchi 1830 direkt för Giulia och hennes syster Giuditta.